# Conception assistée par ordinateur pour l'électronique
Pour les articles homonymes, voir CAO et EDA.

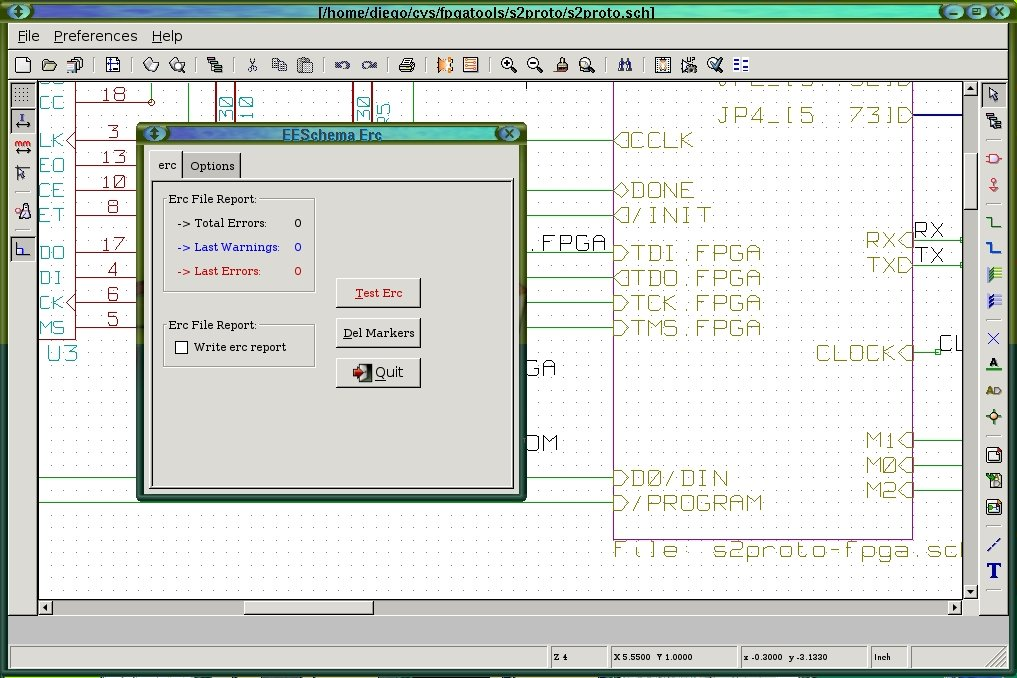
Capture d’écran du logiciel libre de CAO électronique KICAD.

La CAO électronique (pour Conception assistée par ordinateur électronique), nommée également en anglais EDA (pour Electronic design automation), est la catégorie des outils servant à la conception et la production des systèmes électroniques allant des circuits imprimés jusqu'aux circuits intégrés.

## Terminologie
Le terme CAO est aussi utilisé pour désigner la CAO mécanique, la conception assistée par ordinateur et la fabrication assistée par ordinateur en électronique et en électrotechnique. L'usage de ce terme est probablement dû au comité de conception à l'automatisation technique de l'IEEE.
Dans le secteur industriel, ce sont les concepteurs de circuits électroniques des entreprises de semi-conducteurs qui utilisent la CAO. Les grands circuits sont trop complexes pour être conçus à la main et nécessitent des outils informatiques adéquats.

## Développement de la CAO
La CAO a rapidement gagné en importance avec la miniaturisation continuelle de la technologie des semi-conducteurs.
Les ingénieurs des fonderies réalisent et testent des circuits sur ordinateur avant de lancer la fabrication. Les compagnies service-concept utilisent aussi les logiciels de CAO pour évaluer de nouveaux concepts et les préparer pour la fabrication. Les outils de CAO sont aussi utilisés pour synthétiser et implémenter des fonctions dans les FPGA.

## Histoire
Avant le développement de la CAO, les circuits électroniques étaient conçus et fabriqués à la main. Quelques magasins avancés employaient un logiciel géométrique pour créer les pistes avec le photoplotter Gerber. Le procédé était essentiellement graphique, avec un passage du schéma électronique vers un calque pour la machine d'insolation aux UV. La meilleure entreprise connue à cette époque était Calma. Son format GDSII (Graphic Data System II) est encore utilisé de nos jours.
Vers le milieu des années 1970, des développeurs commencèrent à automatiser la conception via des outils de pointage et de routage qui innovaient par rapport aux logiciels de dessin. Les concepts utilisés à cette époque sont en bonne partie issus de la Design Automation Conference (une réunion technique et commerciale des spécialistes du domaine).
L'étape suivante dans la CAO électronique débuta avec la publication du livre « Introduction au système VLSI » écrit par Carver Mead et Lynn Conway en 1980. Ce texte révolutionnaire préconisait la conception de circuits avec des langages de programmation. Le code source d'un schéma était ensuite transformé pour obtenir la version matérielle du circuit. Cette nouvelle approche permettait de réaliser des circuits 100 fois plus complexes qu'auparavant. De plus, des innovations dans les méthodes de vérification et de simulation facilitaient énormément le travail des concepteurs. La réalisation des circuits n'était pas seulement plus aisée mais également plus sûre et moins onéreuse car il était désormais possible de simuler le comportement de l'électronique sur un ordinateur avant de passer à la fabrication.
Les premiers outils de CAO furent développés dans le milieu académique et distribués dans le domaine public. L'un des plus célèbres était le « Berkeley VLSI Tools Tarball », un ensemble d'utilitaires UNIX employés pour réaliser les premiers VLSI.
Un autre développement important fut la création du MOSIS, un consortium d'universités et de fabricants qui mirent en place une méthodologie efficace pour former les futurs concepteurs de circuits électroniques. Les étudiants utilisaient des technologies peu onéreuses mais éprouvées pour réaliser des circuits. Les circuits issus de plusieurs projets étaient ensuite rassemblés sur quelques wafers (tranches de silicium) de la chaîne de production du fabricant, le reste des wafers étant en général le même circuit produit par le fabricant à une échelle industrielle. Ce programme était utile à la fois pour le MOSIS qui pouvait continuer ses activités avec des coûts limités, et les fabricants qui pouvaient développer leur activité à long terme en profitant des compétences ainsi que du réseau formé par MOSIS.
En 1981, la CAO devient progressivement une activité industrielle. Pendant plusieurs années, les plus grandes entreprises d'électronique, telles que Hewlett Packard, Tektronix, et Intel, ont développé leur propre CAO. En 1981, des gérants et des développeurs ont quitté ces entreprises pour développer des suites logicielles spécialisées dans ce domaine. Daisy Systems, Mentor Graphics, et Valid Logic Systems furent toutes fondés à ce moment, et sont regroupées sous le terme de DMV.
D'autres entreprises se lancèrent dans ce marché, avec des apports multiples et des spécialisations.
En 1985, Verilog, un concept de langage de haut niveau, fut le premier langage de description matériel. Il fut développé par Gateway. En 1987, le département de la Défense des États-Unis finança la création du VHDL, un langage de spécification des circuits. Les outils utilisèrent rapidement ce langage pour permettre une simulation directe de la logique du circuit. Plus tard, d'autres extensions furent réalisées pour permettre la synthèse des circuits. La plupart des principales entreprises sont plutôt des amalgames de petites compagnies. Cette tendance est amplifiée par la production par les petites compagnies d'outils de conception qui s'intègrent naturellement dans une suite logicielle composée d'une large gamme d'outils ("Tool Flow") 
Alors que les premiers outils étaient destinés aux circuits  numériques, les outils plus récents permettent de travailler sur des circuits analogiques ou hybrides. La tendance qui consiste à insérer l'électronique numérique et analogique sur la même puce oblige les concepteurs à disposer d'outils supportant ces deux modes de fonctionnement.
Les suites d'outils pour les circuits numériques sont très modulaires. À partir du code source du circuit, une première synthèse permet de convertir le circuit en une suite de modules logiques (en général indépendants du matériel cible). Ces modules sont ensuite transformés et adaptés selon le matériel cible en tenant compte de plusieurs contraintes : nombre de portes et unités logiques à disposition, fréquence du circuit, mémoire disponible, etc. Les fabricants fournissent en général des bibliothèques de leurs composants afin de faciliter la simulation. Ces bibliothèques sont souvent compatibles avec les principaux outils utilisés dans l'industrie.
La conception de circuits analogiques est moins modulaire. Les contraintes sont plus grandes et la simulation plus difficile : interactions entre les composants plus grandes, phénomènes physiques complexes, imperfections.

## Étapes de production
La CAO est divisée en plusieurs sous-étapes. Elles s'alignent la plupart du temps avec le processus de fabrication du concept pour masquer la création. Ce qui suit s'applique à la création de circuit/ASIC/FPGA mais cette méthodologie est similaire à celle appliquée pour les circuits conventionnels :
- Concept et architecture : le schéma du circuit est conçu et implémenté en Verilog, VHDL, SPICE ou d'autres formats parfois propriétaires.
- Floorplanning ou optimisation : une étape de préparation qui consiste à créer une carte des emplacements des portes logiques sur la puce, les sources et les mises à terre, les entrées/sorties, et les hard macros (composants complexes comme des processeurs, DSP, mémoires, etc.). Cette étape est similaire à celle d'un urbaniste qui mettrait en place les zones résidentielles, commerciales et industrielles dans une ville.
- Synthèse logique : traduction de la description du circuit, de sa description logique (RTL, register transfer logic) (souvent spécifiée grâce à un langage dédié ou un HDL comme Verilog ou VHDL) vers un réseau composé de portes logiques et d'éléments rudimentaires. L'emplacement des éléments n'est pas encore spécifié à ce stade, on se contente d'établir une liste des éléments nécessaires pour réaliser les fonctions désirées.
- Synthèse du comportement, synthèse de haut niveau ou synthèse algorithmique : le niveau d'abstraction est plus élevé qu'avec la synthèse logique. Une description comportementale est convertie vers une description logique qui pourra être synthétisée. On utilise des langages comme du VHDL (description comportementale), SystemC ou C++. En sortie, on obtient une description en VHDL ou en Verilog.
- IP-core : description d'une unité logique complexe qui peut être réutilisée ou parfois modifiée par le client.

### Simulation
- TCAD : simulation et analyse de l'opération technique sous-jacente. Les propriétés électriques du dispositif sont directement dérivées des moyens physiques.

## Les plus grandes entreprises de CAO électronique
| Entreprise             | Localisation               | Capitalisation (11/2012) |
| ---------------------- | -------------------------- | ------------------------ |
| Synopsys               | Mountain View (Californie) | 4,85 millions de $       |
| Cadence Design Systems | San Jose (Californie)      | 3,64 millions de $       |
| Mentor Graphics        | Wilsonville (Oregon)       | 1,72 million de $        |
| SpringSoft             | Hsinchu (Taïwan)           | 11,69 millions de NT$    |
| Zuken Inc.             | Yokohama (Japon)           | 11,79 millions de ¥      |
| Silvaco                | Santa Clara (Californie)   | n.d.                     |
| Delphea                | Montpellier (France)       | n.d.                     |

## Formats d'échange
- GDSII
- OpenAccess
- LEF/DEF (Library Exchange Format/Design Exchange Format)
- Verilog/SystemVerilog
- VHDL (Very High Speed Integrated Circuit Hardware Description Language)
- IDF

## Aide à la Conception assistée par ordinateur pour l'électronique
Il existe des bibliothèques de composants CAO permettant aux concepteurs de télécharger les fichiers 2D ou 3D des modèles qu'ils recherchent sans avoir besoin de les redessiner. Les composants sont proposés dans tous les formats CAO du marché et peuvent directement être intégrés aux logiciels de conception.